# Södra Vi församling
Södra Vi församling var en församling i Linköpings stift inom Svenska kyrkan. Församlingen låg i Vimmerby kommun i Kalmar län. Församlingen uppgick 2002 i Södra Vi-Djursdala församling.
Församlingskyrka var Södra Vi kyrka.

## Administrativ historik
Församlingen har medeltida ursprung. 
Församlingen utgjorde till 2002 moderförsamling i pastoratet Södra Vi och Djursdala Församlingen uppgick 2002 i Södra Vi-Djursdala församling.
Församlingskod var 088408.

## Kyrkoherdar
| Ämbetstid | Namn                          | Levnadstid | Övrigt          |
| --------- | ----------------------------- | ---------- | --------------- |
| 1333      | Carolus                       |            |                 |
|           | Joar                          |            |                 |
| 1452–1465 | Johannes                      |            |                 |
| 1527      | Tidemannus                    |            |                 |
| 1535      | Petrus Sork                   |            |                 |
| 1548      | Nils                          |            |                 |
| 1569–     | Nicolaus Nicolai              |            |                 |
| 1587–1638 | Nicolaus Andreae Dyk          | –1638      |                 |
| 1640–1648 | Johannes Nicolai Dyk          | 1599–1648  |                 |
| 1650–1680 | Ericus Winnerstadius          | 1603–1680  |                 |
| 1682–1702 | Georg Strand                  | 1648–1702  |                 |
| 1704–1714 | Johannes Krönstrand           | –1714      |                 |
| 1716–1724 | Magnus Livin                  | 1669–1724  |                 |
| 1724–1749 | Laurentius Malm               | 1668–1749  |                 |
| 1751–1767 | Johannes Arndius Grape        | 1700–1767  |                 |
| 1769–1780 | Sven Säfvenblad               | 1716–1780  |                 |
| 1783–1815 | Olof Meurling                 | 1740–1815  |                 |
| 1817–1829 | Pehr Walbom                   | 1761–1829  | Kontraktsprost. |
| 1832–1882 | Johan Arvid Moberger          | 1801–1882  | Kontraktsprost. |
| 1884–1901 | Adolf Henning Rosenqvist      | 1841–1901  |                 |
| 1902–1918 | Carl Erik Svenoni             | 1848–1918  |                 |
| 1920–     | Joel Olof Fries               | 1868–      |                 |
| 1945–1950 | Hjalmar Artur Olof Widestrand | 1903–1987  | [ 5 ]           |
| 1981–1984 | Gösta Täljemark               | 1922–      | [ 6 ]           |

## Klockare och organister
| Ämbetstid | Namn                    | Levnadstid | Kommentarer                       |
| --------- | ----------------------- | ---------- | --------------------------------- |
| 1695-1709 | Erik Knutsson           |            | Klockare                          |
| 1710–1743 | Nils Wistrand           | 1683-1763  | Organist och klockare.            |
| 1744–1772 | Lars Wistrand           | 1729–1772  | Organist                          |
| 1778–1797 | Petter Magnus Hörvall   | 1747–1797  | Organist                          |
| 1799–1851 | Per Johan Hultgren      | 1773–1851  | Organist                          |
| 1851–1856 | Carl Gustafsson         | 1828–      | Organist, klockare och skollärare |
| 1862–1873 | A. M. Söderquist        | 1835–      | Organist, klockare och skollärare |
| 1873–1882 | Swen August Widerbäck   | 1847–      | Organist, klockare och skollärare |
| 1882–1899 | Gustaf Albert Jakobsson | 1848–      | Organist, klockare och skollärare |